# 月岛湖
月岛湖（藏語：ཏཱ་ཕུང་མཚོ།，威利转写：ta phung mtsho，THL：Tapung Tso）位于中国西藏自治区阿里地区改则县境内，地处改则县东北端，浑水河南部。东临聚宝湖。因湖中南部有一新月形小岛，故名。湖面海拔4990米，面积5.5平方公里。